# Campo di Brownsea Island
Il campo di Brownsea Island è stato il primo campo scout della storia. Robert Baden-Powell, prima di mettere in pratica le sue idee riguardo allo scautismo e all'educazione dei ragazzi, volle sperimentarle, così dal 1° al 9 agosto 1907 realizzò questo evento, piccolo ma significativo per il movimento scout.

## Contesto
Baden-Powell diventò un eroe nazionale inglese conseguentemente alla sua vittoriosa difesa durante l'Assedio di Mafeking del 1900 durante la seconda delle due guerre boere. Durante l'assedio i ragazzi di Mafeking lo avevano impressionato con il loro coraggio e la loro intraprendenza. Egli scrisse anche un ampio numero di manuali di esplorazione militare, incluso Aids to Scouting (1899) il quale divenne un bestseller e fu usato anche dagli insegnanti e dalle associazioni giovanili. Negli anni successivi alla guerra egli rivelò l'idea di una nuova organizzazione giovanile con varie persone, incluso William Alexander Smith, fondatore delle Boy's Brigade. Per provare la sua idea, per la quale aveva coniato il nome di scautismo, Baden-Powell concepì un campo sperimentale, che organizzò nell'isola di Brownsea durante l'estate del 1907. Egli invitò il suo amico, il Maggiore Kenneth McLaren come suo assistente.

## I primi scout
Al campo Baden-Powell invitò 21 ragazzi di differenti classi sociali, una idea rivoluzionaria. Dieci provenivano dalle scuole pubbliche di Eton e Harrow, per lo più figli degli amici di Baden-Powell. Sette provenivano dalle Boy's Brigades della città di Bournemouth, tre dalle Boy's Brigades della città di Poole. A tutto il campo parteciparono 20 ragazzi, aggiungendosi per gli ultimi giorni il ventunesimo (indisposto i primi giorni).
Partecipò inoltre anche il nipote di Baden-Powell, Donald, di soli 9 anni: non entrò in una pattuglia e fu quindi "nominato" aiutante di Baden-Powell.
La quota di partecipazione del campo dipendeva dalla provenienza: 1 sterlina per i ragazzi delle scuole pubbliche, e 3 scellini e 6 pence per gli altri. I ragazzi erano divisi in 4 pattuglie: Lupi, Tori, Corvi, Chiurli.
Gli adulti presenti furono in tutto sette: oltre a Baden-Powell presero parte a tutto il campo un aiuto capo (il già citato Kenneth McLaren) e tre persone responsabili della cambusa. L'ultimo giorno si aggiunse un ulteriore aiuto capo e diede il suo contributo anche un istruttore di primo soccorso.

## Il luogo
L'isola di Brownsea copre circa due chilometri quadrati di bosco e aree prative con 2 laghi. Il suo proprietario, Charles van Raalte, fu felice di offrire l'uso del luogo. Essa soddisfaceva i bisogni di Baden-Powell, in quanto era isolata dal centro della città, dalla stampa ed era facilmente raggiungibile attraverso un breve viaggio in traghetto dalla vicina città di Poole, rendendo gli aspetti logistici facili da assolvere.

## Uniforme e distintivi
L'uniforme erano di color cachi con il distintivo del giglio, la prima volta in cui è stato usato l'emblema scout. Ciascuno portava un nodo colorato nel proprio fazzolettone con i colori della pattuglia: verde per i tori, blu per i lupi, giallo per i chiurli, rosso per i corvi.
Il capo pattuglia trasportava un bastone con la bandierina dipinta con il disegno del proprio animale. Dopo aver passato un test di nodi, tracce, della bandiera nazionale, essi ottenevano un altro distintivo con il motto Be Prepared, da attaccare sotto il giglio.

## Programma del campo
Il campo iniziò con il suono del corno di Kudu di Baden-Powell, che aveva ottenuto nella campagna contro i Matabele.
Egli usò lo stesso corno per aprire il terzo jamboree, 21 anni più tardi, nel 1929.
- 1º giorno (1º agosto) - Preliminari - formazione delle pattuglie, distribuzione dei compiti, istruzioni per i capi pattuglia, accampamento
- 2º giorno - Vita all'aperto
- 3º giorno - Osservazione
- 4º giorno - Natura
- 5º giorno - Cavalleria
- 6º giorno - Salvare una vita
- 7º giorno - Patriottismo
- 8º giorno - Giochi e conclusione

## Dopo il campo
Baden-Powell ritenne il test sufficiente a dimostrare la bontà delle sue idee, pertanto si dedicò alla stesura di queste in un libro dal titolo Scautismo per ragazzi (Scouting for Boys). Il libro vide la luce, in sei fascicoli quindicinali, a gennaio 1908, e fu un successo. Lo scautismo era nato.